# Alaid

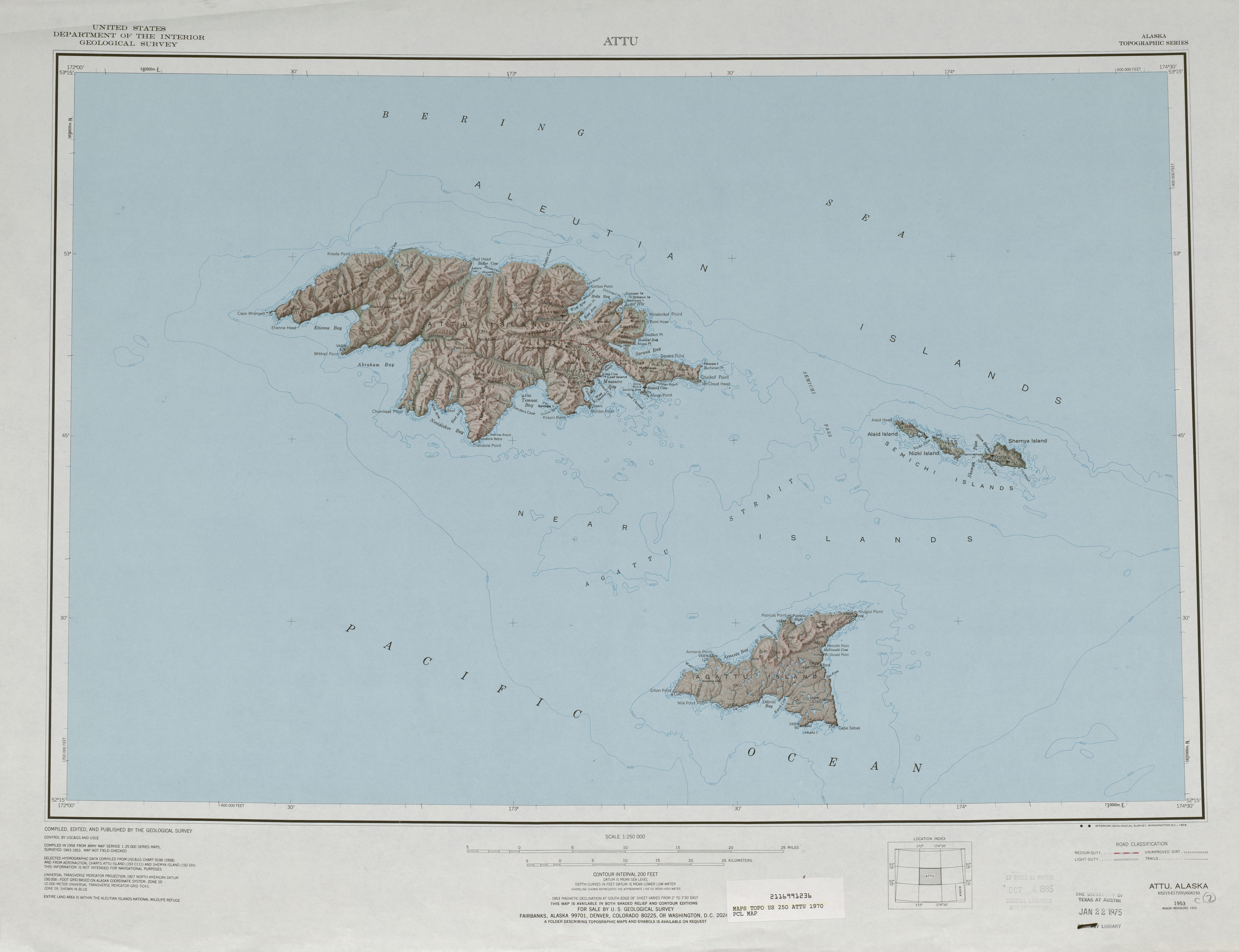
Mappa delle isole Near, a destra si vedono le piccole Alaid, Nizki e Shemya.

Alaid (Igingiinax in aleutino) è la più occidentale delle isole Semichi, un sottogruppo delle Near, amministrativamente controllata dallo Stato dell'Alaska (Stati Uniti). Si trova nelle Aleutine occidentali. L'isola è lunga 4,9 km e raggiunge un'altezza di 204 m. Si trova ad ovest di Nizki e circa 25 km ad est di Attu.
Nel 1852 il capitano Teben'kov l'aveva registrata con il nome di Alaidskaya Pupka.